# ادنا کیپلاگات
ادنا کیپلاگات (انگلیسی: Edna Kiplagat؛ زادهٔ ۱۵ سپتامبر ۱۹۷۹) دونده زن ماراتن و دو استقامت اهل کنیا است.
وی در مسابقات کشوری و بین‌المللی در مجموع برندهٔ ۲ مدال طلا، ۲ مدال نقره، ۱ مدال برنز شده‌است.